# متیو لانگ (قایقران)
متیو لانگ (انگلیسی: Matthew Long; ۲۷ june ۱۹۷۵ (۴۹ سال) – ) قایقران روئینگ اهل استرالیا بود.
وی در مسابقات کشوری و بین‌المللی در مجموع برندهٔ ۱ مدال نقره، ۱ مدال برنز شده‌است.